# Historia Mrągowa

Herb Mrągowa

Historia Mrągowa sięga XIV wieku, kiedy powstało jako osada zakonu krzyżackiego o nazwie Sensburg, przez osadzaną tu ludność mazurską zwana Ządźborkiem. Obecna nazwa miasta nadana została po II wojnie światowej na cześć polskiego pastora Krzysztofa Celestyna Mrongoviusa, pierwszego badacza kaszubszczyzny i gwar Warmii i Mazur, członka TPN w Warszawie. Osada (pierwotnie miał to być gród obronny) powstała na terenach pruskiej krainy plemiennej Galindii, a w roku 1407 na prawie chełmińskim powstało miasto zamieszkane po części przez Niemców, po części przez Mazurów.

## Czasy najdawniejsze
W 2011 roku na placu Wolności odkryto ślady osady ludności kultury kurhanów zachodniobałtyjskich datowaną na III–II w. p.n.e.

### Galindia
Mrągowo powstało na obszarze, które było zamieszkiwane przez pruskie plemię Galindów. Z racji swojego położenia geograficznego, Galindowie, jako jedni z ostatnich, zetknęli się z rycerzami krzyżackimi. Było to pod koniec XIII wieku. Już wtedy tereny te były, około pół wieku opóźnione pod względem lokacji, do innych obszarów powstającego państwa krzyżackiego.
Niedokończone badania archeologiczne w latach trzydziestych archeologów z Uniwersytetu Królewieckiego potwierdziły, że na wyspie jeziora Czos (dzisiejszy Półwysep Ostrów) znajdowała się osada Galindów. Ich siedliska zajął i zniszczył zakon krzyżacki.

### Początki osady i przywileje lokacyjne miasta
Zakon krzyżacki chcąc zabezpieczyć swoje tereny podczas podboju ziem Prusów zbudował drewnianą strażnicę przy drodze do Szestna między dwoma jeziorami. Wiele lat później, najprawdopodobniej w 1348 roku, przy strażnicy zaczęli osiedlać się Mazurzy sprowadzani z ziemi chełmińskiej. Powstała wtedy osada o nazwie Sensburg. Nie zachowały się żadne dokumenty określające datę założenia osady. Wiadomo jednak, że w latach 1404–1407 komtur bałgijski Johann von Sayn, lokował miasto na prawie chełmińskim, a wielki mistrz krzyżacki Konrad von Jungingen, nadał miejscowości prawa miejskie. Mrągowo weszło wówczas w skład komturstwa w Bałdze i wójtostwa w Szestnie. Wraz z dokumentem nadawczym przekazano nowemu miastu 2688 h ziemi (160 włók). Stało się on wówczas swoistym zapleczem państwa zakonnego. To w okolicznych jeziorach łowione były szczupaki i węgorze, które później trafiały na stoły znamienitych urzędników krzyżackich. Świadczą o tym wzmianki z lat 1408–1409. Niejednokrotnie miały miejsce świadczenia pieniężne na rzecz rozwijającego się miasta. Na początku XV wieku miasto przeżywało wielki rozkwit gospodarczy, przerwany później wojną polsko-krzyżacką.
Po klęsce grunwaldzkiej Mrągowo podobnie jak inne miasta państwa krzyżackiego przeżywało poważny kryzys gospodarczy. W okresie panowania wielkiego mistrza Henryka von Plauena, miasto otrzymało prawo korzystania z jeziora Czos w zamian za określone podatki. Z tego okresu zachowały się dwa dokumenty, które są źródłem najstarszej historii miasta. Pierwszy z nich, wystawiony w Szczytnie, zawierał zezwolenie wielkiego mistrza na obniżenie podatku miejskiego za jezioro Czos. Drugi dokument z 20 lutego 1444 roku wystawiony w Szestnie dotyczy odnowienia przez Konrada von Ehrlichshausena przywileju lokacyjnego miasta. Ponowna lokacja przyniosła już rozwijającemu się ośrodkowi miejskiemu nowe możliwości.
Prawo chełmińskie zobowiązywało miasto do utrzymania siły zbrojnej. Z 1449 roku zachowała się wzmianka o konieczności wystawienia przez miasto sześciu zbrojnych konnych w razie zagrożenia wojną. Przywilej określał też powinności czynszowe, zezwalał na organizowanie przez miasto corocznych jarmarków św. Marcina, które odbywały się 11 listopada.
Organizacja samorządu Mrągowa była podobna do organizacji samorządów innych miast lokowanych na prawie chełmińskim. Na czele stał burmistrz, wymieniony po raz pierwszy w 1444 roku, wraz z radą złożoną z sześciu rajców. Sądownictwo miejskie sprawowała ława złożona z sześciu ławników z sędzią miejskim na czele.
Przywilej lokacyjny przewidywał planowaną zabudowę miasta, które przybrało kształt wydłużonego prostokąta z powodu trudnych warunków geograficznych (jeziora i bagna). Główną arterią komunikacyjną była nadal droga z południa na północ. Przebiegała ona liczącym 240 m odcinkiem między bramami miejskimi. Dostępu do miasta broniły trzy bramy: od południa Brama Szczycieńska, od północy Brama Kętrzyńska, a od zachodu Brama Biskupiecka. Miasto nigdy nie posiadało murów miejskich, zastępowały je głębokie fosy wypełnione wodą oraz wał ziemny. W centrum znajdował się kwadratowy rynek z ratuszem pośrodku. Z narożników rynku wybiegały ulice wylotowe. W pobliżu rynku znajdował się kościół parafialny, który istniał od 1409 roku, prawdopodobnie drewniany na kamiennym fundamencie. Proboszczem parafii był w 1485 roku ksiądz Stanisław, niewątpliwie Polak. W pobliżu miasta znajdowała się kaplica św. Jerzego należąca do braci zakonnych.
Założenie miasta podyktowane było zapewne względami ekonomicznymi. Mrągowo miało spełniać rolę ośrodka gospodarczego, skupiającego ludność rolniczą z pobliskich wsi. Mieszkańcy miasta zajmowali się uprawą roli i hodowlą bydła oraz rybołówstwem. Mrągowo było również dość znaczącym w regionie ośrodkiem przetwórstwa zbożowego, świadczy o tym wzmianka z 1441 r. mówiąca o przeprowadzeniu inwentaryzacji obiektów gospodarczych, podlegająca administracji w Szestnie, w tym również mrągowskiego młyna. Rzemiosło w tamtych czasach nie odgrywało jeszcze znaczącej roli. Zły stan dróg, brak mostów i gęsto zalesiony teren utrudniały handel. Życie mieszkańców w średniowieczu nie było ani łatwe, ani dostatnie. Nieurodzajne gleby, wysoki czynsz mieszkalny oraz niedogodna zabudowa miasta nie zachęcały ludzi do osiedlania się tu. Możliwości rozwojowe Mrągowa ograniczało Szestno, które było siedzibą wójta. Mrągowo skazane było zatem na nędzną egzystencję, bez szans na odegranie ważniejszej roli w państwie krzyżackim.
W chwili odnowienia przywileju lokacyjnego Mrągowo było niewielkim miasteczkiem. Liczba ludności nie przekraczała wtedy 100 osób. Skład narodowościowy ludności miejskiej był zróżnicowany. Obok Niemców i Polaków żyli tu także potomkowie Prusów. W tym okresie Mrągowo pozostawało na uboczu ówczesnych wydarzeń politycznych. Po zakończeniu wojny trzynastoletniej i zawarciu pokoju toruńskiego w 1466 roku Mrągowo było lennem Korony Królestwa Polskiego, nadal pozostając pod panowaniem krzyżackim.

## Ządzbork lennem Królestwa Polskiego
Mrągowo nie doczekało się budowy murów obronnych, co zamierzał uczynić wielki mistrz krzyżacki Fryderyk z Miśni. Za jego rządów nie dochodziło także do konfliktów zbrojnych z Polską. Jego następca Albrecht Hohenzollern otwarcie wystąpił przeciw Polsce, dążąc do obalenia postanowień pokoju toruńskiego. W odwet za napaść Krzyżaków na Warmię Polacy wtargnęli na południowe tereny państwa zakonnego. Zagrożeni w Reszlu Polacy poprosili o bratnią pomoc z Pisza. Zamek piski na początku zajął kilkuset osobowy oddział polsko-czeski. Na wieść o oblężeniu Reszla 300 jeźdźców wyruszyło z Pisza w kierunku Mrągowa, które zostało zdobyte i doszczętnie spalone 21 lipca 1520 roku.
Wojna z Polską przyniosła Krzyżakom wiele strat. Albrecht Hohenzollern przyjął luteranizm, a zakon został rozwiązany. Na gruzach państwa zakonnego powstało świeckie państwo pruskie. Mrągowo i okoliczne wsie były całkowicie zniszczone. Nie wiadomo jak długo utrzymywałby się taki stan rzeczy, gdyby nie groźna choroba zakaźna, tzw. angielski pot, która latem 1527 roku zmusiła księcia Albrechta do opuszczenia stolicy w Królewcu i schronienia się wraz z rodziną na Mazurach. Albrecht po drodze trafił do zniszczonego Mrągowa. 17 września 1527 roku książę pruski nadał miastu prawo do odbywania w każdą sobotę miesiąca cotygodniowych „targów pod rozwiniętą chorągwią” w celu złagodzenia szkód wyrządzonych podczas wojny. Ponadto zezwolił na przełożenie corocznego jarmarku, zwanego jarmarkiem św. Marcina z 11 listopada na bardziej dogodny dla Mrągowa termin 6 grudnia. Odtąd jarmark nazwano jarmarkiem św. Mikołaja. Nowa wiara luterańska zyskała swych orędowników i w Mrągowie. Nie zabrakło też i przeciwników reformacji. W wyniku reformacji parafię w Mrągowie przyłączono do archidiakonatu w Kętrzynie.
Trudną sytuację gospodarczą Mrągowa pogorszył pożar, który wybuchł w nocy 28 października 1568 roku. Miasto spłonęło doszczętnie. Ogień strawił nie tylko stare budynki ocalałe od pożaru z 1520 roku, ale także i nowe wybudowane w ostatnim pięćdziesięcioleciu. Rząd księstwa starał się pomóc miastu. Jednak stały wzrost danin i świadczeń na rzecz księstwa pruskiego i kościoła, oburzał mrągowian zwłaszcza po pożarze. Dlatego w 1592 roku burmistrz, rajcy i gmina wnieśli skargę do księcia w sprawie zawyżonych żądaniach podatkowych. Rząd wezwał starostę Szestna Ottona von Etzella w celu złożenia wyjaśnień. Starosta nie potrafił tego wyjaśnić i stwierdził tylko, że mrągowianie nie powinni takimi błahymi sprawami zawracać głowy księciu. Ostatecznie sprawę załatwiono połowicznie. Zniesiono czynsz za bagna, a wysoki czynsz za jezioro Czos utrzymywano.
Pod koniec XVI wieku głównym źródłem utrzymania ludności Mrągowa było rolnictwo, a szczególności hodowla bydła. Rzemiosło w tych czasach nie odgrywało jeszcze ważnej roli w gospodarce miasta. Dalszy rozwój gospodarczy miasta przerwało przyłączenie się Prus Książęcych do II wojny północnej.

## XVII/XVIII w.
W celu zapewnienia stałego dopływu środków finansowych na potrzeby dworu książęcego w Królewcu powołano w 1693 roku komisję rządową do zbadania stanu podatkowego małych miast pruskich. Do Mrągowa komisja ta przybyła 4 lutego 1693 roku, a jej sprawozdanie z zastanego stanu daje interesujący obraz gospodarczy miasta. Z fragment sprawozdania wynika, że teren był zabudowany domami mieszkalnymi, rozciągał się po stronie wschodniej pomiędzy jeziorem Czos a błotnistą kotliną utworzoną między Jeziorem Miejskim, a Stawem Miejskim. Na południu miasto sięgało do początku obecnej ulicy Warszawskiej. Na północy kończyło się praktycznie na ulicy Królewieckiej, przy której stało tylko kilka domów. Przy ulicy znajdował się mały szpital miejski i cmentarz. Miasto posiadało również browar. Ze względu na ubóstwo komisja zaproponowała zamiast podwyżki obniżenie podatków.
24 czerwca 1698 miasto prawie całkowicie spłonęło. Poza kościołem, szkołą, plebanią i kilkoma stodołami spłonęło wszystko, a więc 130 zamieszkanych budynków. Spalił się również ratusz, a w nim prawdopodobnie wszystkie akta miejskie. Tym można wytłumaczyć brak archiwaliów z XVII wieku. Po pożarze stwierdzono, że jego przyczynami były słomiane dachy, wąskie uliczki i brak sprzętu przeciwpożarowego. W związku z tym postanowiono poszerzyć i wyprostować ulice, pogłębić kanały między jeziorami, wykopać dwie studnie oraz rów miejski między Jeziorem Miejskim a jeziorem Czos. Ustalono, że domy będą jednolitej wysokości, budowane na kamiennym fundamencie i pokryte dachówką. Dla pełnego zabezpieczenia przeciwpożarowego zorganizowano straż pożarną.
Nowy plan zabudowy miasta pokrywał się w zasadzie z planem Mrągowa sprzed pożaru. Można było przystąpić do odbudowy, lecz mieszczanie nie mieli na to odpowiednich środków finansowych, rząd księstwa zezwolił więc mrągowianom na niepłacenie podatku przez kilka lat. Ta forma pomocy okazała się jednak niewystarczająca. Ze względu na brak środków pieniężnych miasto musiało zrezygnować z budowy nowego ratusza.
Jesienią 1708 roku zapanowała w Prusach epidemia dżumy. Epidemia ta szalała do marca 1711 roku. W okolicach Szestna i Mrągowa zmarło ok. 700 osób, a w samym Mrągowie 80 osób. Zaraza nie była jedynym kataklizmem okolicy. Kolejne nieurodzaje, susza, plagi myszy doprowadziły chłopów do takiej nędzy, że zmuszeni byli do opuszczenia swoich domostw i wyjazdu na inne tereny. W okolicach Mrągowa połowa użytków rolnych leżała ugorem.

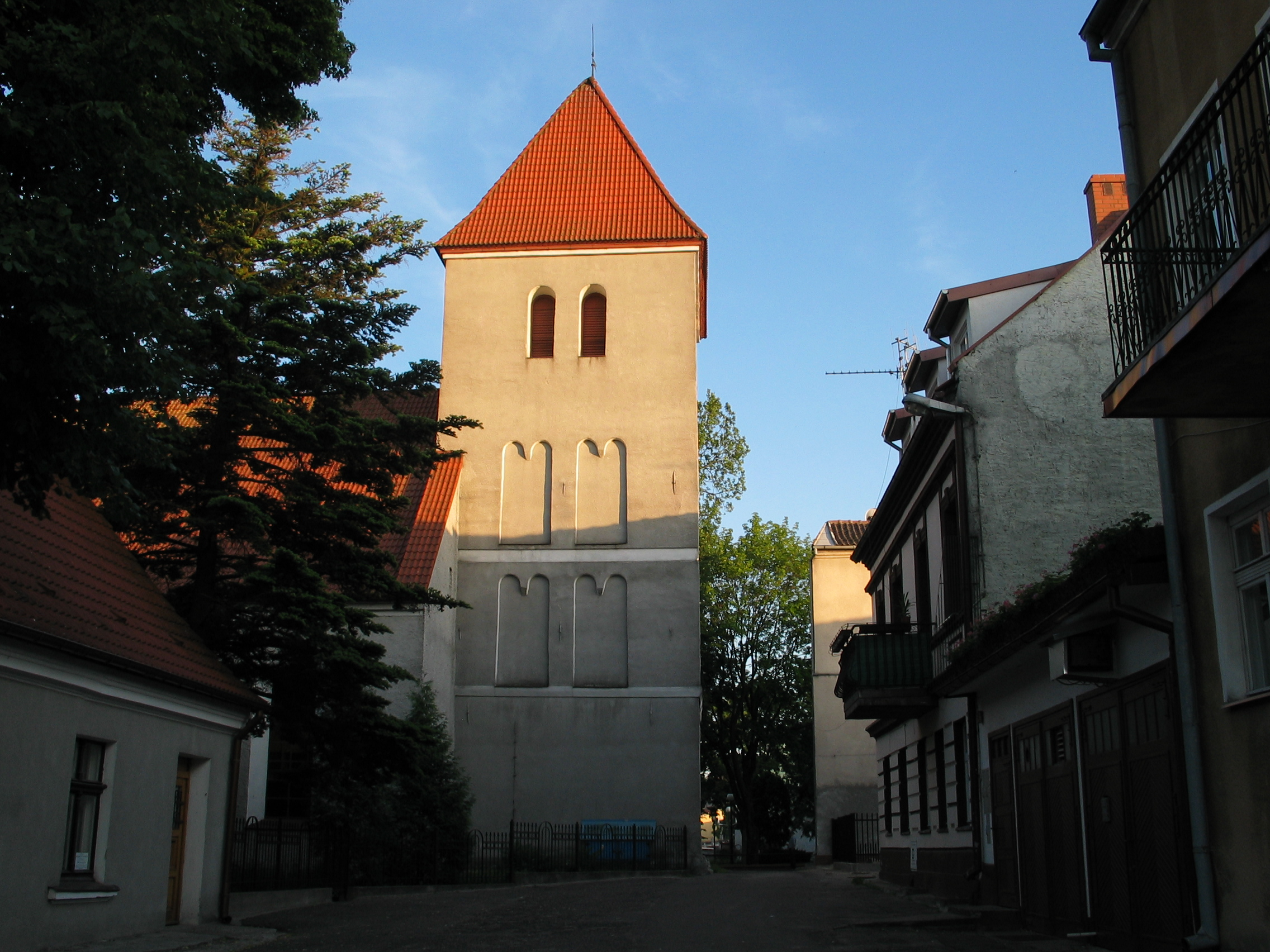
Kościół ewangelicki z 1734 (stan obecny)

W mieście w dalszym ciągu prosperował browar. W latach 1688–1736 produkcja piwa znacznie zmalała z powodu nałożonego podatku na picie alkoholu. Przy browarze znajdowały się słodownie miejskie. Do produkcji piwa potrzebna była woda studzienna, za którą też trzeba było płacić podatek.
Po przystąpieniu Prus do wojny siedmioletniej do Mrągowa wkroczyły wojska rosyjskie. Życie gospodarcze w mieście nie uległo zmianie. Sporadycznie dochodziło do pobicia chłopów przez żołnierzy rosyjskich. Pod koniec 1762 roku ostatnie oddziały wojsk rosyjskich opuściły Prusy, a 15 lutego 1754 roku Królestwo Prus zawarło pokój z Rosjanami kończąc tym samym wojnę siedmioletnią.
W 1754 roku zbudowano w Mrągowie nowy kościół. W tym okresie zaczęło rozwijać się również szkolnictwo. Od 1742 roku szkoła w Mrągowie była dwuklasowa. Uczyło wówczas dwóch nauczycieli.
W XVIII wieku na terenie Prus zaczęto rozmieszczać garnizony wojskowe w miastach i miasteczkach. W Mrągowie w latach 1719–1736 stacjonował 4 Pułk Kirasjerów, w 1740 3 Pułk Huzarów, a w latach 1746–1772 7 Pułk Huzarów. W latach siedemdziesiątych zwiększono liczbę wojska w mieście. Od 1770 do 1792 roku w Mrągowie przebywał 9 Pułk Bośniaków. Główna warownia mieściła się w istniejącym do dziś ryglowym budynku przy rynku. Mały rynek mrągowski był coraz ciaśniejszy. Brakowało już terenu pod budowę. Nie było również ratusza. Posiedzenia miejskie odbywały się w wynajętej izbie sesyjnej. Mrągowo nie posiadało ani lekarza, ani apteki. Pod koniec XVIII wieku dobrze rozwinęło się rzemiosło.

## XIX wiek

### Początek XIX wieku
Po rozbiorach Polski nastąpiła epoka kampanii napoleońskich. Po klęsce Prus w bitwie pod Jeną-Auerstedt, 14 października 1806 roku król Fryderyk Wilhelm III spotkał się z sojuszniczymi oddziałami rosyjskimi. W sylwestra 1806 roku przez Mrągowo przemaszerowały wojska pruskie i rosyjskie. W Mrągowie zakwaterowano niewielki oddział kozacki w celu obrony przed Francuzami. Kozacy udali się do Sorkwit, gdzie niespodziewanie zaatakowali Francuzów. W walce zginęło kilka żołnierzy francuskich.
Mimo iż szlak pochodu wojsk napoleońskich nie przechodził przez Mrągowo, mieszkańcy musieli dostarczyć dla wojsk pruskich pięciu koni, paszy oraz żyta. W tym czasie rozgrywały się losy Prus w ciężkich bojach pod Pruską Iławą i Frydlandem.
Po zawarciu z Rosją pokoju w Tylży w 1807 roku wojska napoleońskie wycofywały się z Prus przez Mrągowo. Na trzy dni zakwaterowano tu 600 żołnierzy francuskich, którzy brali od ludności wszystko co nadawało się do zjedzenia. Wkrótce po odejściu Francuzów wybuchła zaraza wśród bydła.
Po pokoju w Tylży zniesiono w Prusach poddaństwo chłopów i przeprowadzono wiele reform. Najważniejsza dla Mrągowa była reforma z listopada 1808 roku o urządzaniu i przywilejach miast. Miasto podzielono na trzy okręgi wyborcze: królewiecki, warszawski i biskupiecki z których wybierano po ośmiu radnych. Rada miejska Mrągowa składała się zatem z 24 radnych, którzy spośród siebie wybierali przewodniczącego.

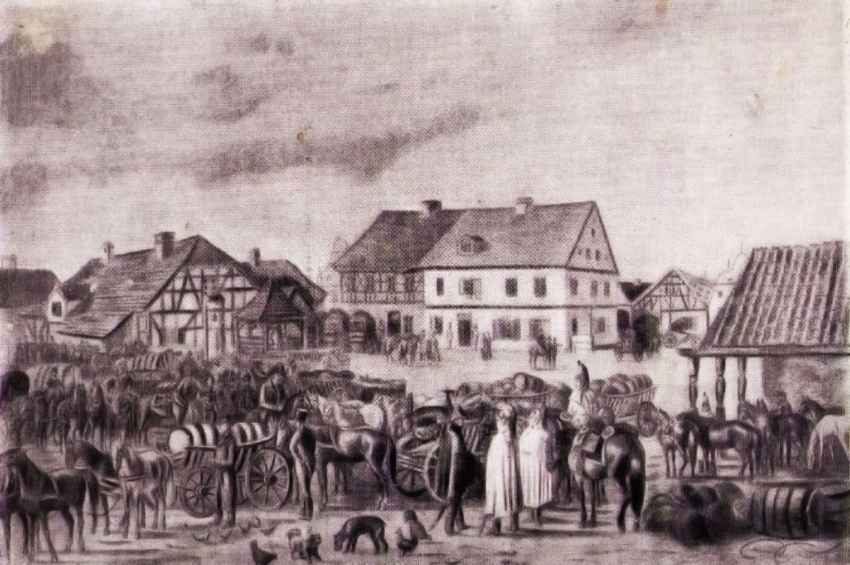
Oddziały włoskie na mrągowskim rynku – miedzioryt Albrechta Adama z 1812 roku

W 1812 roku rozpoczęła się kampania Napoleona Bonaparte na Rosję. Szlak wojsk napoleońskich prowadził wówczas przez Mrągowo i okolice. Wojska nie liczyły się z mieszkańcami miasta, którym zabierano najlepsze sztuki bydła na ubój, a część wołów miała wędrować z taborami. Zabierano zboże i artykuły żywnościowe. 13 sierpnia 1812 roku na dwudniowy odpoczynek zatrzymał się w Mrągowie wicekról Włoch Eugeniusz Beauharnais, adoptowany syn Napoleona, z oddziałami włoskimi w liczbie 7000 żołnierzy.
Tą samą drogą wracały rozbite wojska napoleońskie. W grudniu 1812 i styczniu 1813 roku przez Mrągowo ciągnęli ranni i słabi żołnierze, którym ludność Mrągowa musiała dostarczyć żywności. Mieszkańcy miast pruskich zaczęli organizować oddziały obrony krajowej. Mrągowianie utworzyli dwie kompanie piechoty i szwadron jazdy. Po zakończeniu wojny i kongresie wiedeńskim w Mrągowie 4 lipca 1816 roku odbyła się wielka uroczystość ku czci ofiar poległych w wojnie. Odsłonięto dwie tablice z nazwiskami poległych, byli wśród nich także Polacy.
Na początku XIX wieku wprowadzono w szkołach germanizację, także i w Mrągowie. W 1804 roku ustalono, że w szkołach mogą jedynie uczyć ludzie umiejący pisać i czytać po niemiecku. W 1815 roku po zakończeniu wojny powrócono do akcji.

### Mrągowo jako siedziba powiatu

Dawny wygląd herbu Mrągowa

Mrągowo już od dłuższego czasu przygotowane był na siedzibę władz powiatowych. Już w 1800 roku kilku urzędników przeniosło swoją siedzibę do tego miasto. W 1813 roku połączono sąd miejski z sądem powiatowym w Szestnie i odtąd nazywał się sądem powiatowym i sądem miejskim z siedzibą w Mrągowie. 1 września 1818 roku Mrągowo stało się siedzibą powiatu. Pierwszym starostą został August Lyśniewski. Nowe starostwo mieściło się w jednym z budynków przy rynku. W roku 1814 dwuklasową szkołę przekształcono na trzyklasową szkołę miejską, a w 1819 założono pierwszą aptekę w mieście. Jej właścicielem był niejaki Graape.
Mimo wszystkich zmian zaszłych na początku XIX wieku i stale rosnącej rangi Mrągowo określano jako nędzne miasto.
Od chwili kiedy Mrągowo stało się stolicą powiatu nie upłynęły jeszcze pełne cztery lata, gdy w nocy z 23 na 24 marca 1822 roku wybuchł wielki pożar. Przyczyną było zapalenie się szopy w pobliżu gęstej zabudowy miejskiej przy rynku. Silny wiatr zaczął przenosić ogień z budynku na budynek. Pokryte przeważnie słomą drewniane budynki paliły się błyskawicznie. Na nic zdały się wysiłki mieszkańców miasta i ludzi sprowadzonych z okolicznych wsi. W ciągu godziny spłonęła cała południowa część miasta. W gaszeniu osobiście brali udział starosta Lyśniewski, burmistrz Bronikowski, podskarbi miejski Drobnicki i inspektor ogniowy Timnik. W pożarze spłonęło 44 budynków mieszkalnych, 27 stajni, 76 stodół, 18 szop i 3 spichrze. Ponadto uszkodzonych zostało jeszcze 10 domów i stajnia. Łączne straty spowodowane pożarem wynosiły 20 095 talarów i 48 groszy.

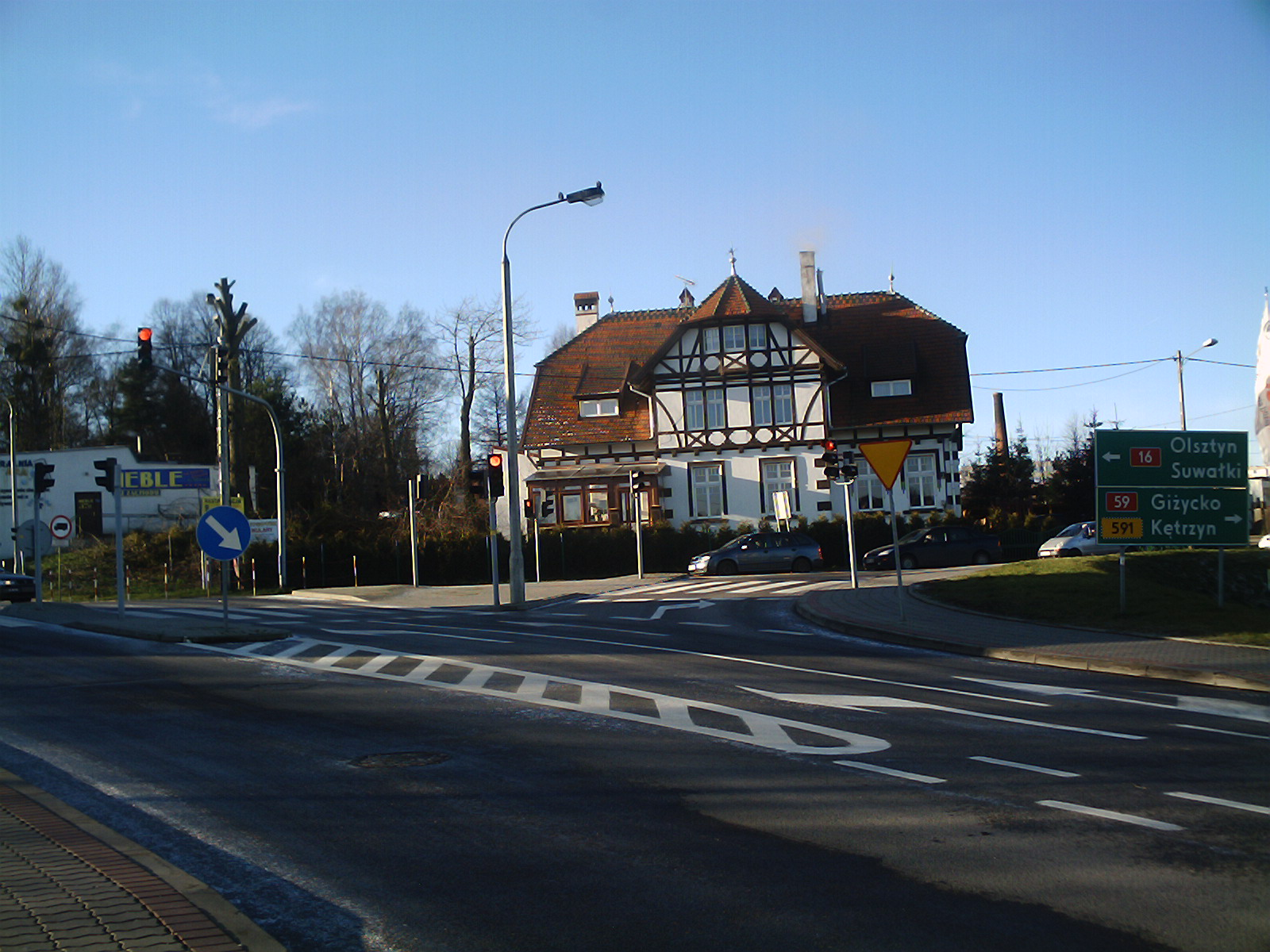
Ulica Mrongowiusza, stan obecny

Do odbudowy na pogorzeliskach nie przystąpiono jednak od razu. Rada miasta postanowiła bowiem zmienić dotychczasowy plan zabudowy miasta. Ulice miały być poszerzone, a budynki wyłącznie murowane. Postanowiono również powiększyć plac rynkowy.
Podczas zebrania mieszkańców miasta 4 lipca 1822 r. przewodniczący sądu przedstawił zgromadzonym ostateczny plan odbudowy. Pogorzelcy otrzymali nowy przydział placów budowlanych. Przed Bramą Biskupiecką, w dawnych ogrodach miejskich, miała przebiegać nowa ulica, przy której miały mieścić się wszystkie stodoły. Stare budynki należało dostosować do nowych przepisów budowlanych.

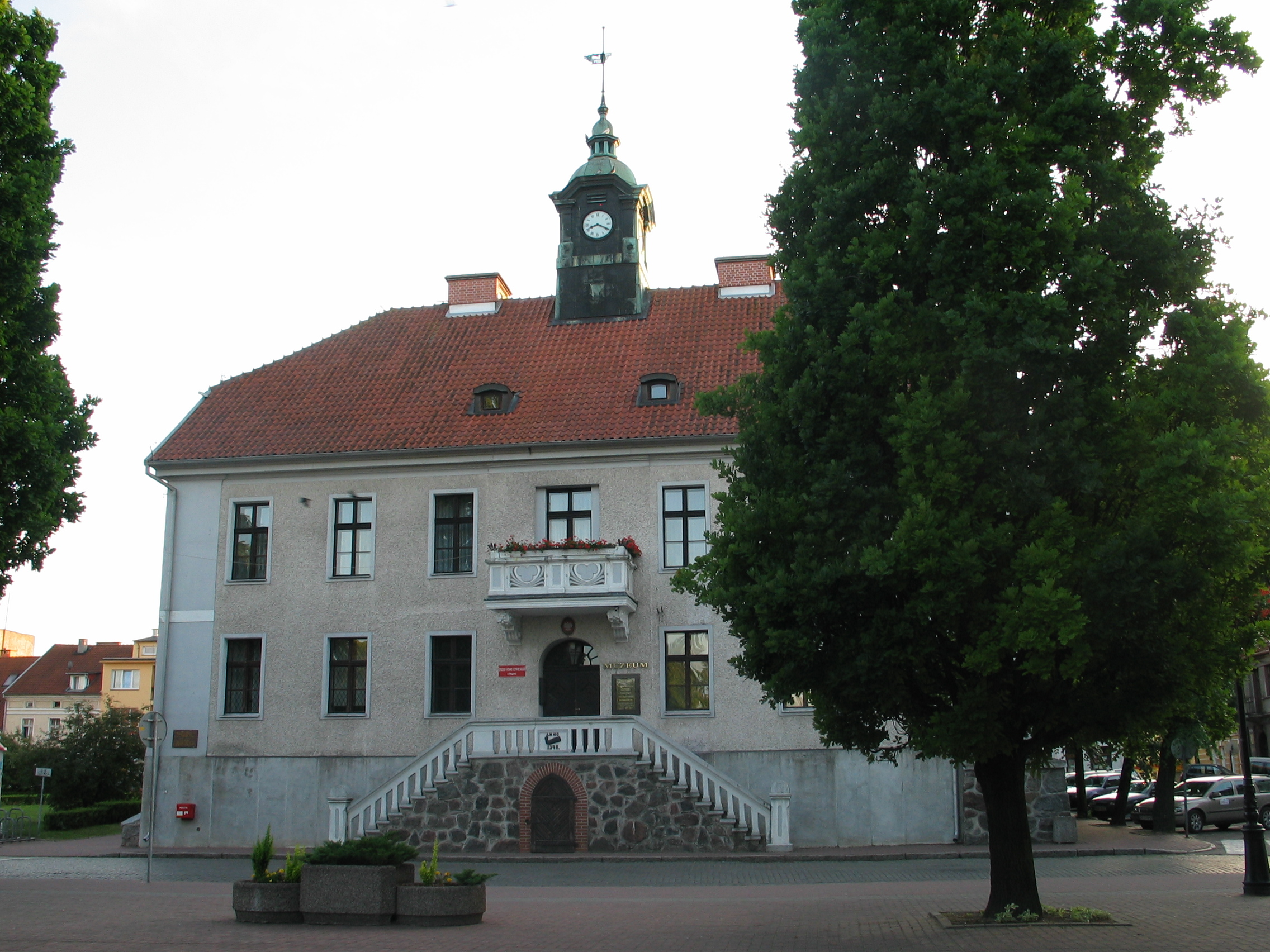
Ratusz miejski, stan obecny

W tym samym czasie zarząd miejski podjął też decyzję o budowie ratusza i nowej szkoły. Poświęcenie kamienia węgielnego pod budowę tych obiektów odbyło się 3 sierpnia 1822 roku. Rok później oddano do użytku nową szkołę przy obecnej ulicy Kościelnej. Budowa ratusza trwała natomiast dłużej z powodu braku funduszy. Uroczyste otwarcie nowego ratusza odbyło się 3 sierpnia 1825 roku.
O wiele wolniej przebiegała odbudowa miasta. Ludzie domagali się odszkodowań za zniszczenia, ponieważ większość budynków była ubezpieczona. Wypłata odszkodowań nastąpiła dopiero rok po tragedii, co umożliwiło mieszkańcom odbudowę swoich domów.
Niedługo po kłopotach z odbudową Mrągowa, na miasto ponownie spadło nieszczęście. W czasie powstania listopadowego żołnierze rosyjscy przenieśli z terenów azjatyckich epidemię cholery. Pierwszy przypadek choroby w Mrągowie odnotowano na początku listopada 1831 roku. Chorymi opiekowali się dwaj medycy – dr Hoffmann i Mangold – oraz pielęgniarze. W Mrągowie epidemia pochłonęła w ciągu półtora miesiąca 31 istnień ludzkich. Przed nowym rokiem niebezpieczeństwo minęło, lecz ludność wciąż bała się powrotu epidemii. Dopiero w kwietniu 1832 roku mieszkańcy powrócili do swych codziennych zajęć.
W latach 1834–1837 panował nieurodzaj, co spowodowało gwałtowny wzrost cen żywności. Wśród biedniejszych mieszkańców Mrągowa zapanował głód. Zamożniejsi zorganizowali nawet zbiórkę pieniędzy. Ludność wiejska zaczęła napływać do miasta za pracą. W następnych latach żniwa były coraz lepsze jednak drożyzna nie ustępowała.

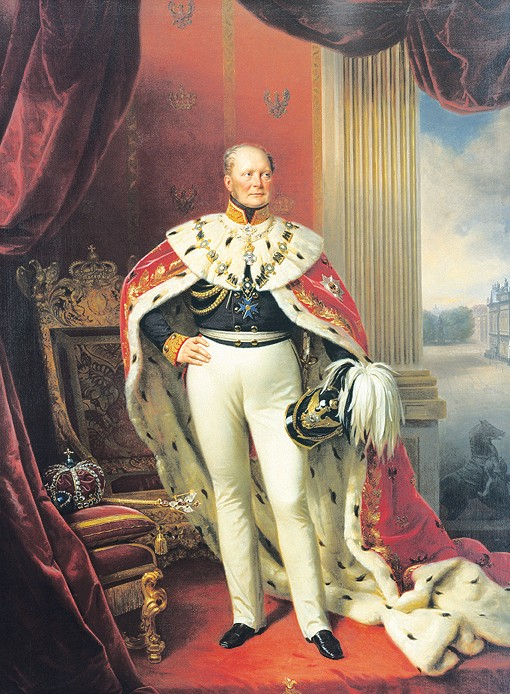
Król Fryderyk Wilhelm IV

Lata głodu nie zahamowały jednak rozwoju miasta. Rozwijało się budownictwo mieszkaniowe. W 1837 roku miasto posiadało 200 budynków mieszkalnych i liczyło 2302 mieszkańców. Obywatele Mrągowa dbali o estetyczny wygląd miasta. Odnowiono wówczas wiele budynków. Ludność szybko zapomniała o widmie głodu. Tym bardziej dotkliwe były więc następne lata głodowe 1844 i 1845. Wiosenne miesiące 1844 przyniosły katastrofalną suszę. W lipcu natomiast trwały bezustanne deszcze, które spowodowały zalanie pól i łąk. W tym najgorszym dla miasta czasie przybył do Mrągowa król pruski Fryderyk Wilhelm IV. Podczas kilkudniowej wizyty wysłuchał on skarg mieszkańców. Starosta August Lyśniewski prosił władcę o budowę nowej drogi bitej do Reszla co umożliwiłoby szybszą komunikację z Królewcem. Król wyraził zgodę na budowę szosy.
Po wizycie króla stan dróg poprawił się, co sprawiło, że Mrągowo stało się bardziej atrakcyjne dla kupców. W mieście urządzano sześć razy w roku jarmarki i jeden czternastodniowy jarmark lniany, na które zjeżdżali się kupcy z Królewca i polscy Żydzi. Targi zaś odbywały się dwa razy w tygodniu we wtorki i piątki. Władze na początku 1846 roku sprowadziły do Mrągowa pierwszego weterynarza, który badał m.in. zwierzynę sprzedawaną na jarmarkach.
Po latach nieurodzaju następnym nieszczęściem była epidemia tyfusu w roku 1847. Ofiarą choroby był m.in. ówczesny mrągowski burmistrz Drobnicki i pierwszy starosta August Lyśniewski. Przyczyną epidemii była zanieczyszczona woda w kanałach i jeziorach usytuowanych w mieście. Głód potęgował epidemię.
W kolejnych latach choroba ustała. Nastąpił wtedy szybki rozwój miasta. W latach 50. XIX wieku rozpoczęto prace melioracyjne, drogowe i budowlane. Nastąpił także pomyślny rozwój przemysłu. Okazało się wówczas, że Mrągowo leży na niepewnych gruntach torfowych. Niektóre budynki zaczęły pękać. Do prac melioracyjnych, budowy kanałów i zabezpieczenia budynków sprowadzono Holendrów. Przybyli oni również w celu ratowania ratusza, którego ściany także pękały. Ściągnięto go klamrami, a wody jezior obniżono poprzez budowę kanałów, dzięki temu ratusz przetrwał do dziś. Niektórzy z Holendrów osiedlili się w Mrągowie, założyli tu rodziny i wysyłali dzieci do szkół.
Starostwo powiatowe nie miało swojego budynku od czasu wielkiego pożaru w 1822 roku. Urząd mieścił się w pomieszczeniach zastępczych, które były za ciasne W 1867 roku starostwo musiało przenieść się do większego budynku, lecz i ten okazał się za mały. Kiedy powiat otrzymał 800 talarów, zakupiono w 1875 roku dom przy ulicy Królewieckiej, który przebudowano na siedzibę starostwa. Sąd mieścił się tymczasowo w ratuszu. Ponieważ ciągle jednak się rozrastał, zarząd miejski musiał oddawać do jego użytku coraz to nowsze pomieszczenia ratuszowe. Wreszcie doszło do tego, że urząd miejski jako właściciel ratusza nie miał gdzie się pomieścić. Nowy burmistrz mrągowski, którym został dawny kupiec Gustaw Timnik, musiał w końcu urządzić biuro urzędu w swym prywatnym mieszkaniu. Ludność miasta żartobliwie mówiła: Przedtem Mrągowo miało magistrat bez ratusza – teraz ma ratusz bez magistratu. Sytuację można było rozwiązać jedynie przez budowę gmachu sądu. Zanim jednak do tego doszło upłynęło prawie ćwierć wieku. Dopiero w 1898 roku, kiedy przy ulicy Królewieckiej wzniesiono nowy gmach sądu, Zarząd Miejski zajął swe dawne pomieszczenia w ratuszu. W 1870 Mrągowo znalazło się w granicach Zjednoczonego Cesarstwa Niemiec.

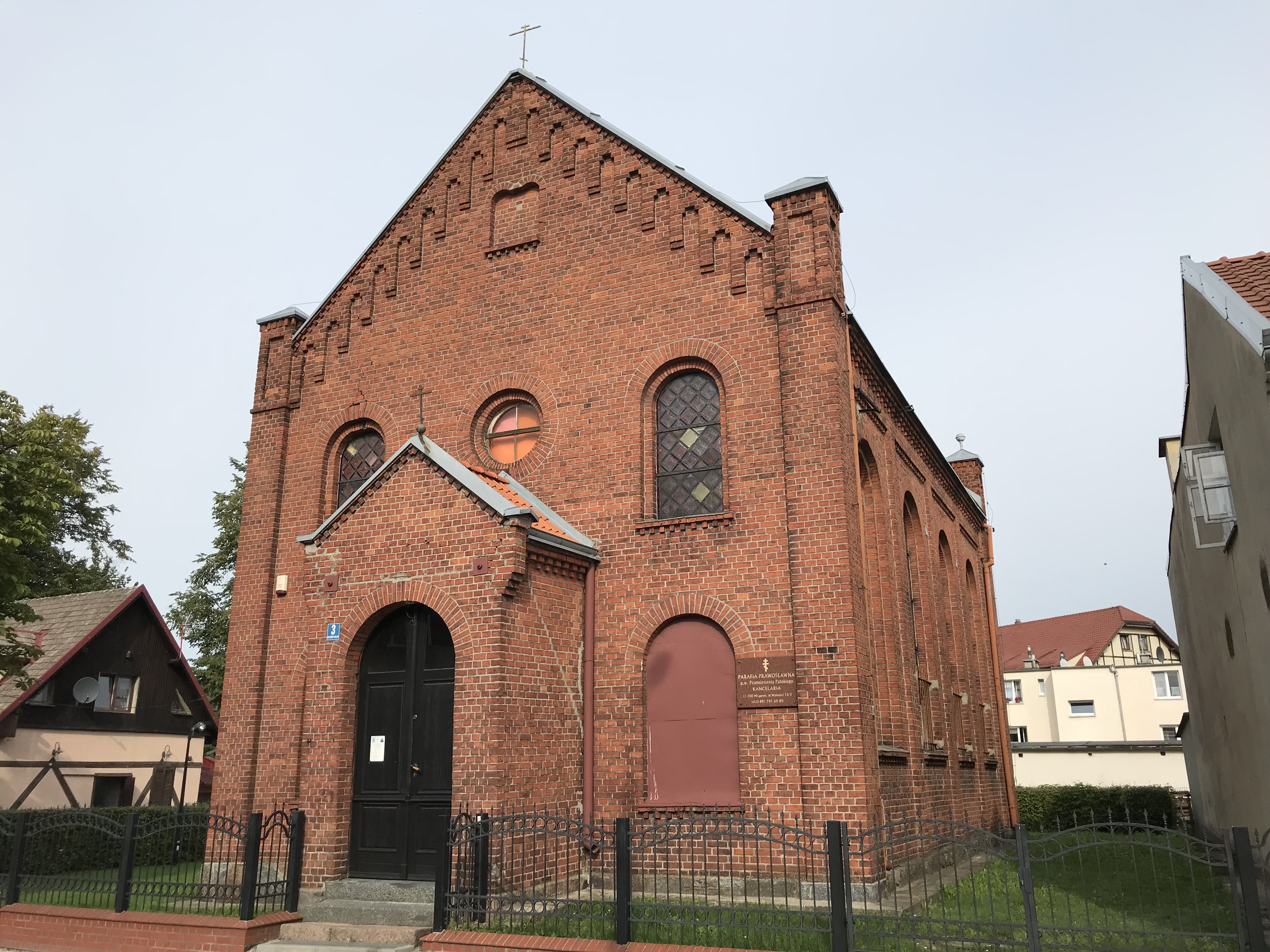
Dawna synagoga z l. 1895-96

W Mrągowie 1839 roku było 78 Żydów, w dziesięć lat później ich liczba zmalała do 47, a w 1888 roku wzrosła do 148. W roku 1900 mieszkały 103 osoby wyznania mojżeszowego. W latach 1895–1896 wzniesiono w Mrągowie bożnicę żydowską. Żydzi przyczynili się również w rozwój miasta, jako dobrzy organizatorzy, architekci, budowniczowie i kupcy. w 1859 roku Justyna Timnik, wdowa po zmarłym burmistrzu, podarowała Żydom teren pod cmentarz.

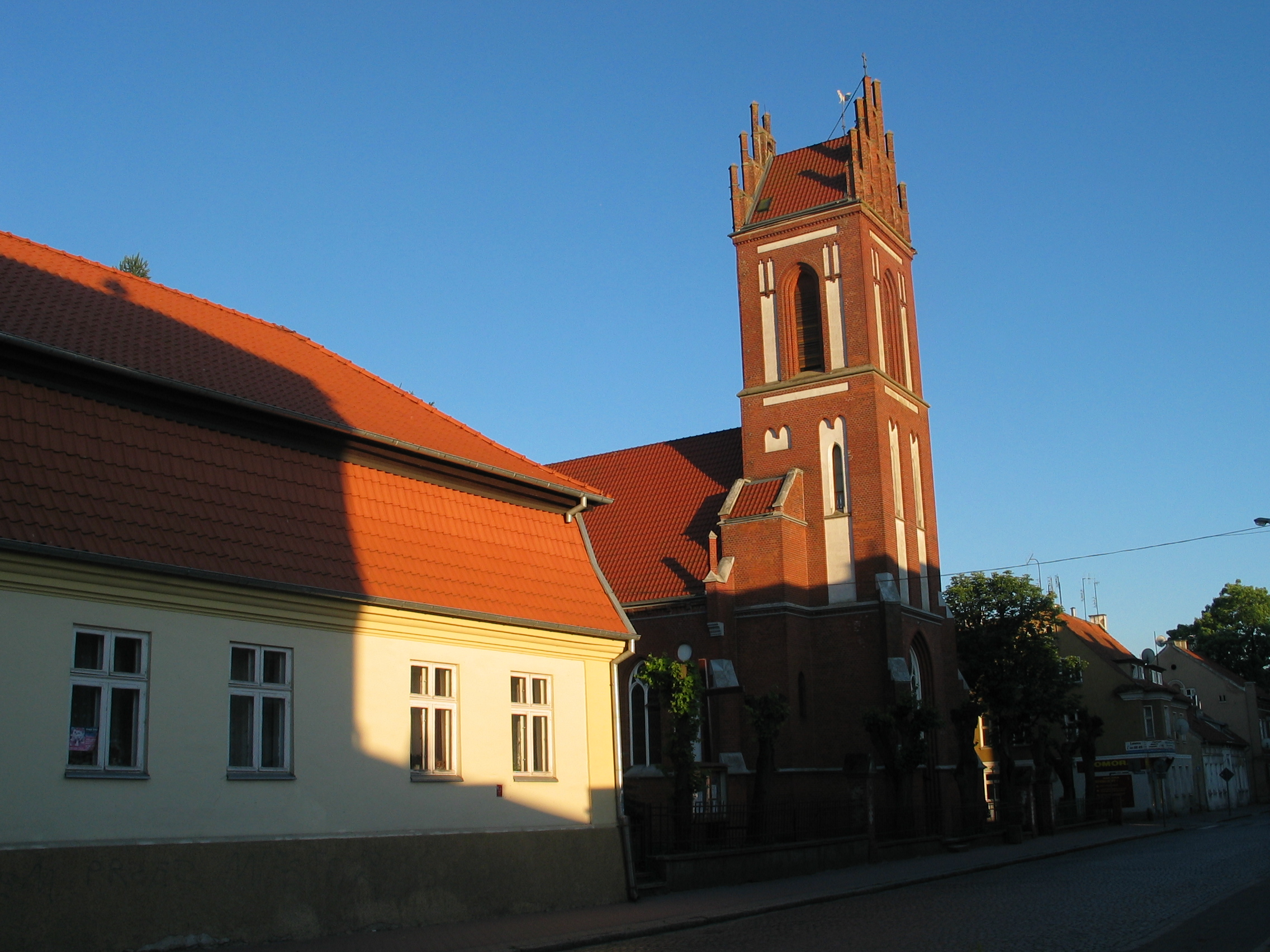
Kościół św. Wojciecha, sięgający 1860 r.

Liczba katolików w Mrągowie wynosiła 64 osoby. Wkrótce zaczęto myśleć nad budową w mieście kościoła katolickiego. Także i w tym przypadku Justyna Timnik ofiarowała gminie katolickiej plac budowlany oraz budynek dla nowej parafii. Ofiarowała ona również kawałek ziemi na cmentarz katolicki. Budowę małego kościółka rozpoczęto wiosną 1860 roku, a już 28 października tego roku odbyło się jego poświęcenie. Na mocy rozporządzenia z 18 stycznia 1861 roku utworzono w Mrągowie pierwszą parafię katolicką. W latach 1892–1896 kościół rozbudowywano i przebudowywano, a także wyposażono w wieżę. W 1862 powołano pierwszego proboszcza księdza Kolberga. W 1870 roku wyznaczono dokładne granice parafii. Liczba katolików wciąż wzrastała. W roku 1888 było ich w Mrągowie 270, a w roku 1890 433.
W II poł. XIX wieku Mrągowo rozwijało się gospodarczo. Duży wpływ na to miała rewolucja naukowo-techniczna i wysiłki cesarstwa niemieckiego, zmierzającego do likwidacji zacofania gospodarczego Prus wschodnich. Rząd niemiecki wypłacał pieniądze dla biednych miast na rozwój infrastruktury. Ówczesny starosta zadbał o budowę dróg. W 1870 powstała droga do Kętrzyna, w 1874 roku do Biskupca, a w latach 1887–1889 do Mikołajek przez Baranowo.
W tym okresie rozwijało się również Mrągowo. Liczba ludności wzrosła w 1888 roku do 3611 mieszkańców, a 10 lat później wynosiła już ponad 4000 osób. Przy głównych ulicach budowano coraz lepsze i okazalsze budynki. Miejscowi kupcy tworzyli coraz nowsze i większe sklepy. Postanowiono rozbudować też wnętrze kościoła ewangelickiego, w którym w 1885 roku postawiono chór.

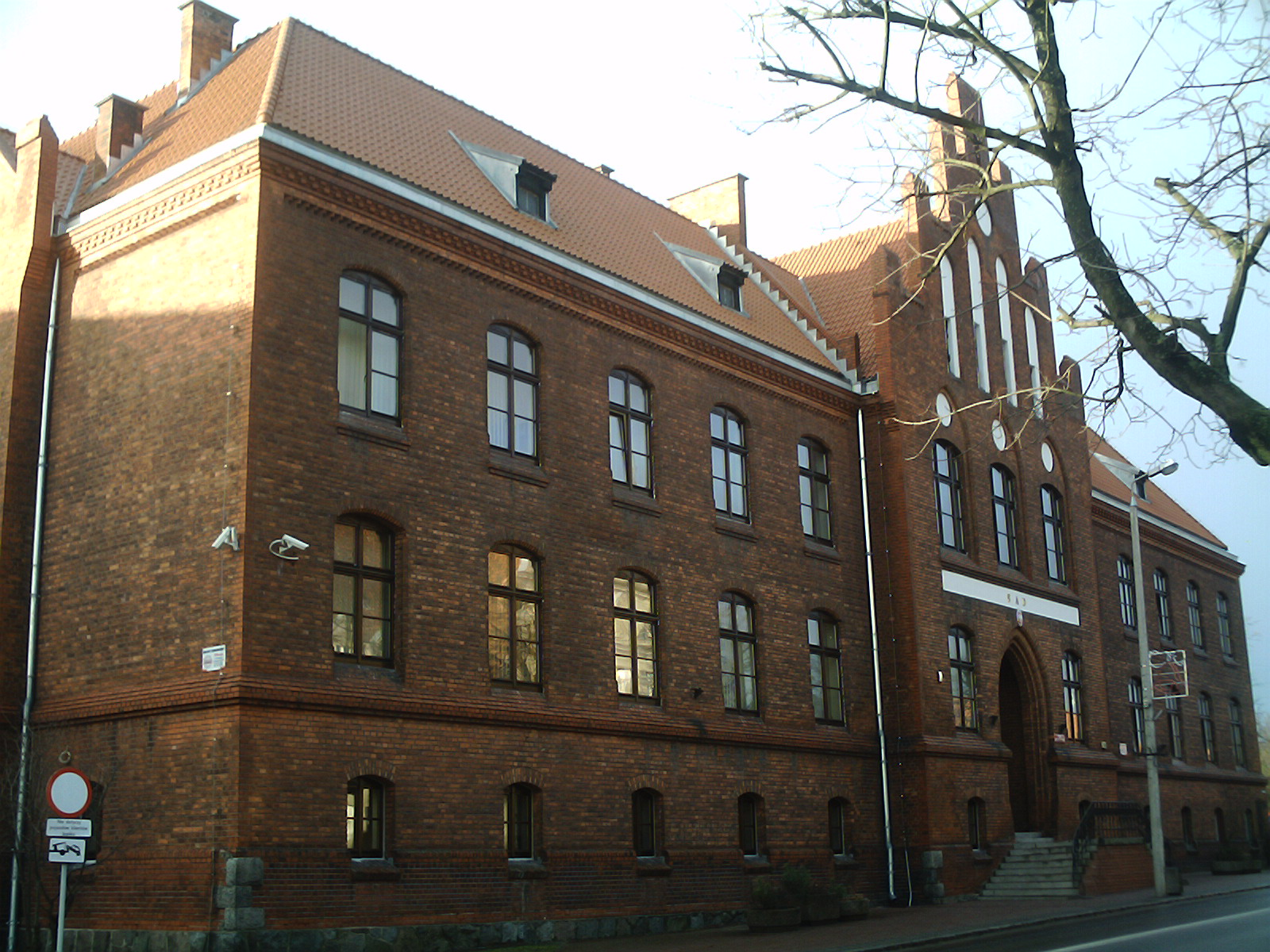
Gmach sądu z 1898 r.

Otwarcie pierwszej linii kolei wąskotorowej łączącej Mrągowo z Kętrzynem nastąpiło 1 maja 1897 roku. Dworzec wąskotorówki zlokalizowano niedaleko gmachu sądu. Jednocześnie trwały też prace przy budowie kolei żelaznej na odcinku Czerwonka – Biskupiec – Mrągowo – Ruciane. Zakończono je 30 września 1898 roku uroczystym oddaniem nowej linii do użytku. Okazało się, że nowy dworzec jest oddalony od centrum, co spowodowało budowę nowej drogi. Kilkanaście lat później rozpoczęto budowę linii łączącej Mrągowo z Orzyszem przez Mikołajki. Budowę zakończono w 1911 roku.
W 1898 roku z Mrągowa postanowiono uczynić miasto garnizonowe. W południowej części miasta zaczęto budować duże koszary, w których od 1 października ulokowano bataliony piechoty mazurskiej i warmińskiej.
Pod koniec XIX wieku wraz z rozwojem budownictwa mieszkaniowego wzrosło zapotrzebowanie na gaz świetlny i palny. Wybudowano więc przy północnym brzegu jeziora Czos nową gazownie. Przeprowadzono także oświetlenie uliczne. W tym czasie powstał także system wodociągowy.

## XX wiek

### Początek XX wieku

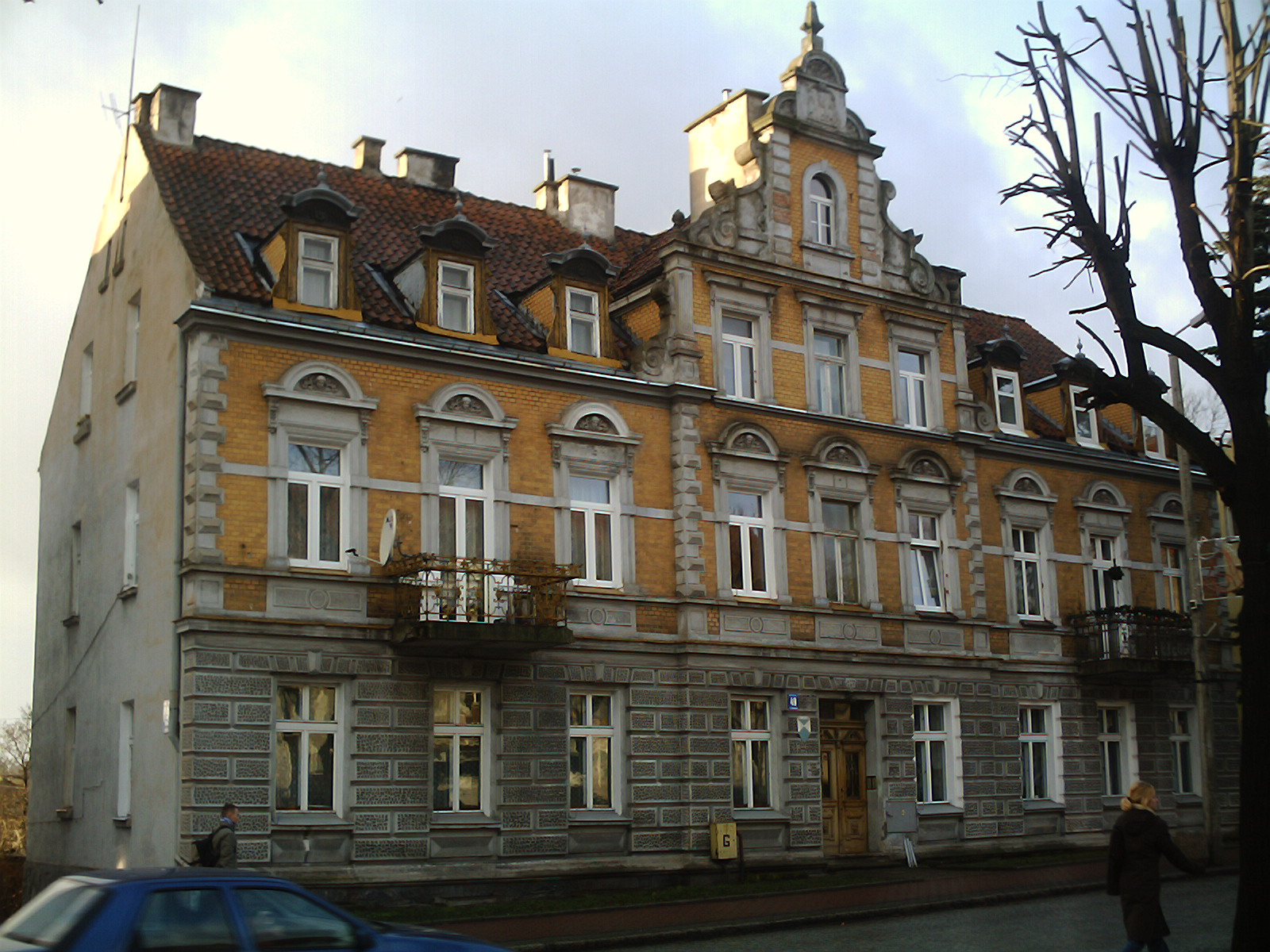
Kamienica z 1904 r.

Na początku XX wieku burmistrzem został Herman Jaenicke, który zadbał o estetyczny wygląd miasta. Z jego inicjatywy w 1898 roku na wzgórzu (nazwane później „Wzgórzem Jaenicke”) nieopodal miasta wzniesiono wieżę nazwaną imieniem kanclerza Bismarcka. Sam kanclerz przebywając w mieście podziwiał z niej widok. Teren wokół wieży zalesiono i urządzono tam park. W 1903 roku zmarł jeden z mieszkańców Edward Pałasz, pozostawiając miastu w testamencie 20 000 marek. Za pieniądze kupiono sześcieński las w pobliżu Mrągowa. Wkrótce potem przystąpiono do jego zagospodarowania. Otwarto tu dom wypoczynkowy z restauracją leśną, urządzono korty tenisowe, place zabaw, strzelnicę dla bractwa strzeleckiego, wiele alejek i punktów widokowych. Powstało też kąpielisko miejskie nad jeziorem Juno.

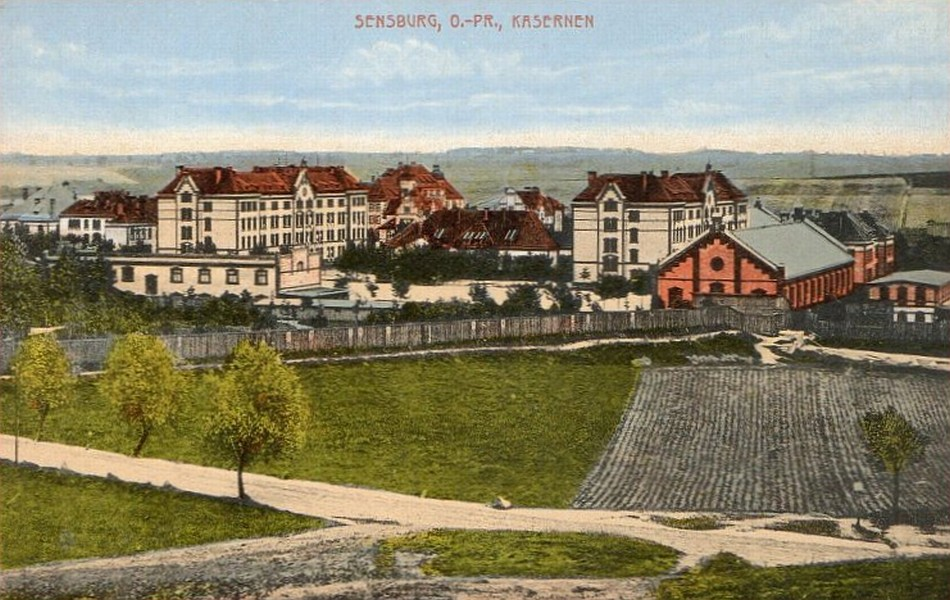
Koszary piechoty ok. 1913

Władze miejskie postanowiły wybudować też nową szkołę. Oddano ją do użytku w 1903 roku. Zadbano też o opiekę zdrowotną. Przy dawnej ulicy Leśnej w latach 1912–1913 wybudowano duży szpital powiatowy. Dopiero wybuch I wojny światowej przerwał rozwój miasta.

### I wojna światowa
2 sierpnia 1914 roku rosyjska armia „Narew” przekroczyła wschodnią granicę Prus Wschodnich. Mrągowski regiment wojskowy stacjonujący w koszarach wyruszył w pierwszym dniu mobilizacji w celu objęcia stanowisk w Rucianem i Nidzie, jednak po kilku dniach Niemcy musieli się wycofać. Już 25 sierpnia 1914 roku Rosjanie wkroczyli do Mrągowa. Cała szosa do Reszla była zatłoczona przez wozy uciekinierów. Wojska Rosyjskie zajęły całe mrągowskie koszary, a generał i jego sztab – dwa hotele. Przeprowadzane były rewizje w domach, bankach i na poczcie, gdzie poprzecinano linie telegraficzne. Niektórym mieszkańcom Mrągowa nie wolno było opuszczać domów.
Po przegranej bitwie pod Tannenbergiem 27–29 sierpnia Rosjanie wycofali się z Mrągowa. Na początku listopada 1914 roku ponownie zaatakowali Prusy Wschodnie. W Mrągowie wydano więc rozkaz ewakuacji urzędów pocztowych i stacji kolejowych. Ludność znów zaczęła uciekać. Jednak Niemcy odparli wszystkie ataki Rosjan. W styczniu 1915 roku Niemcy przygotowali wielką kontrofensywę w Prusach Wschodnich. 7 lutego rozpoczęły się walki. Już 17 lutego Niemcy rozbili armię rosyjską. Mimo że wojna trwała jeszcze cztery lata, Mazury były wolne od działań wojennych. Mieszkańcy Mrągowa brali jednak udział w walkach w ciągu całej wojny. Wielu z nich poległo. Z Mrągowa zginęło 117 osób, w tym 49 mieszkańców polskiego pochodzenia. Pod koniec wojny w Niemczech wybuchła rewolucja, z tego powodu w Mrągowie wybrano nowego burmistrza i starostę.

### Okres międzywojenny

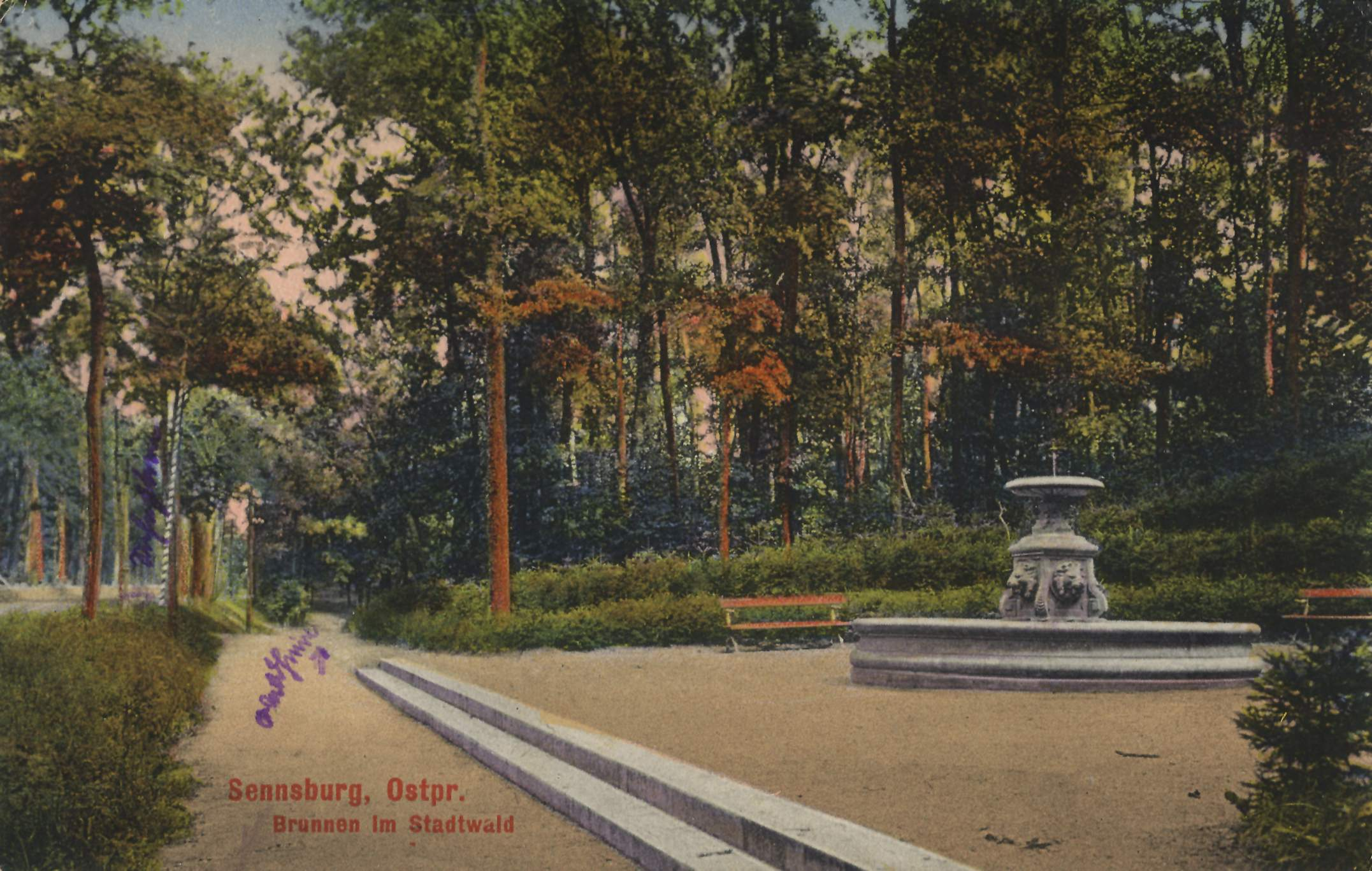
Park Słowackiego d. Las Miejski ok. 1918

Utworzenie niepodległej Polski w 1918 r. oraz zapowiedź rozstrzygnięcia przynależności państwowej Warmii, Powiśla i Mazur w drodze plebiscytu na terenach oznaczonych przez postanowienia Traktatu Wersalskiego wzbudziły nadzieję w polskiej ludności na przyłączenie tych ziem do Polski. Ludność z terenów plebiscytowych od Polski oczekiwała energicznej akcji dyplomatycznej i agitacyjnej. Zainteresowanie rządu polskiego terenami plebiscytowymi było jednak niewystarczające, a pomoc dla Warmii i Mazur zbyt nikła. Główną uwagę w tym czasie Polska skierowała na ziemie wschodnie. W tej sytuacji trudno było liczyć na zwycięstwo w zbliżającym się plebiscycie, tym bardziej że mimo obecności Międzynarodowej Komisji Alianckiej na terenach plebiscytowych działała administracja pruska. W tym czasie starostwo powiatowe i zarząd miasta w Mrągowie, nadzorowały oddziały wojsk angielskich jednak. Agitatorzy polscy narażeni byli na szykany w związku z czym porządku pilnowali alianci. Jednak brutalne zachowanie niemieckich nacjonalistów uchodziło uwadze wojsk. Tylko raz przez Mrągowo przemaszerował oddział szkocki, który zjawił się tu nie tyle w celach nadzoru, ile dla zademonstrowania mieszkańcom miasta umiejętności kapeli wojskowej wyposażonej w kobzy.
Niemcy skorzystali z uprawnień do głosowania wszystkich ludzi urodzonych na terenach plebiscytowych, choć od dawna mieszkających w innych regionach Niemiec. Na wyznaczony dzień głosowania – 11 lipca 1920 roku – sprowadzili ich całe tysiące na Mazury. W Mrągowie porządku pilnowały wtedy oddziały włoskie i angielskie. Po zakończonym głosowaniu tłumy ludzi zebrały się na Rynku w oczekiwaniu na wyniki. Zwycięstwo Niemiec było pewne: 34 332 głosy z Mrągowa i powiatu za Niemcami, a jedynie 25 głosów za Polską, w tym dwa głosy z Mrągowa. Po przegranym plebiscycie część ludności polskiej opuściła miasto.
Po I wojnie światowej Mrągowo przestało być miastem garnizonowym. W dawnych koszarach wojskowych ulokowano szkołę policyjną dla Prus Wschodnich. Potrzeby mieszkaniowe rosły. Należało więc przystąpić do rozbudowy miasta. Miasto rozrastało się w kierunku północnym. Rozpoczęto budowę dwóch osiedli: kolonię zachodnią i większą kolonię wschodnią. W 1920 roku wybudowano szkołę rolniczą, a w 1926 roku oddano do użytku dom starców. Ponadto w latach 1928–1929 na zboczach Wzgórza Jaenike wybudowano gmach gimnazjum oraz halę sportową. Przed budynkiem gimnazjum powstał nowy stadion miejski dla młodzieży. W 1927 roku założono szkołę zawodową, kształcącą uczniów w różnych specjalnościach. W latach 20. XX wieku przeprowadzono też modernizację sieci elektrycznej, wodociągowej i kanalizacyjnej.
Po dojściu do władzy Adolfa Hitlera wydano wojnę komunistom, socjaldemokratom i ruchowi polskiemu. W samym Mrągowie aresztowano osiem osób. Byli to działacze Komunistycznej Partii Niemiec i Socjaldemokratycznej Partii Niemiec. W 1938 w kamienicach przy obecnej ulicy Małej Warszawskiej zorganizowano tzw. pollager – obóz dla Polaków. W tym samym roku podczas Nocy kryształowej, wymordowani zostali wszyscy mrągowscy Żydzi, został zdewastowany cmentarz i Synagoga.

### II wojna światowa
Lata II wojny światowej były wyjątkowo trudne dla ludności polskiej z powodu panującego terroru. W szczególnie brutalny sposób został zabity działacz polski Julian Jaskółka. Życie kulturalne i towarzyskie zupełnie zanikło, setki młodych mężczyzn zostało wcielonych do Wehrmachtu. Do wojska powoływano coraz to młodsze roczniki. W szkołach zakładano różne organizacje, młodzież uczono musztry wojskowej. Wbrew woli rodziców dzieci werbowano do szkół Hitlerjugend.
Mrągowo było miejscem obozu jeńców wojennych polskich, francuskich, włoskich i rosyjskich, a ponadto miejscem obozów pracy. Hitlerowcy długo traktowali miasto i teren powiatu jako obszar, któremu nic nie może zagrozić. Gazeta „Sensburger Zeintung” popularyzowała i chwaliła mężnych synów narodu niemieckiego, którzy zwyciężyli błyskawicznie nad Polską i innymi krajami. Dziennikarze gazety apelowali do władz miasta, aby przeciwdziałając upadkowi rolnictwa i przemysłu, sprowadzić więcej młodych Polaków do prac przymusowych. W mieście było coraz mniej towarów i sklepów. Na ulicach widać było mało ludzi młodych, przez co zanikały imprezy sportowe. Coraz częściej natomiast przywożono ciała poległych na frontach i organizowano uroczyste pogrzeby.
Pod koniec 1944 roku linia frontu zbliżała się coraz bliżej do Prus Wschodnich. Mrągowo w pierwszych planach strategicznych Niemiec miało stanowić ważny punkt obrony. Odpowiedzialny za ten odcinek generał wyłamał się samowolnie spod rozkazu naczelnego dowództwa i nie widząc możliwości stawiania oporu wojskom radzieckim na linii Mrągowo-Mikołajki, przesunął linię obrony kilkadziesiąt kilometrów na południowy zachód. Za samowolne postępowanie, miał być skazany na karę śmierci. Skończyło się jednak na zdegradowaniu go do stopnia szeregowca. Przesunięcie linii obrony ocaliło miasto przed całkowitym zniszczeniem.
Operacja wschodniopruska Armii Czerwonej spowodowała wycofanie się niemal bez walki sił niemieckich z tego terenu. Nocą z 25 na 26 stycznia 1945 roku zwiad radziecki, wzmocniony kawalerią konną, obserwował od strony jeziora Czos i Czarnego, co się dzieje w mieście. Po nadejściu posiłków miasto miało być zajęte, gdyż nie stwierdzono zgrupowań wojsk niemieckich. Wydarzyło się jednak coś niespodziewanego. Do licznych grup konnych wojsk radzieckich, podążających do Mrągowa, z kolonijnych zabudowań pobliskich wsi posypał się grad kul z broni maszynowej. Okazało się, że ogień otworzyli synowie zamożnych rolników i wychowankowie Hitlerjugend. W zorganizowanej zasadzce zginęło kilkunastu żołnierzy, a kilku zostało rannych. W ramach odwetu wszystkich młodych ludzi i ich rodziny rozstrzelano w Wyszemborku przed pomnikiem Bismarcka. Zginęło wówczas 47 osób. Z tej przyczyny zajęcie Mrągowa opóźniło się o kilkadziesiąt godzin i nastąpiło wczesnym rankiem 27 stycznia 1945 roku. W tym też dniu wojska radzieckie zajęły cały obszar powiatu mrągowskiego. Drobne potyczki z ludnością cywilną odbyły się jedynie na rynku i przy dworcu kolejowym. Przez cztery miesiące w Mrągowie administrację sprawowała Komendantura Wojenna Armii Czerwonej.
Mrągowo nie ucierpiało w czasie wojny. Jednak podczas okupacji radzieckiej duża część miasta została spalona lub obrabowana. Mieszkańcy poruszać po mieście mogli się tylko w godzinach od 8 do 18. O tym, że teren Mazur został przyznany Polsce dowiedziano się dopiero po przybyciu pierwszych urzędników administracji polskiej.

### Administracja polska w 1945 roku
W lutym 1945 roku w Białymstoku utworzono Delegaturę Biura Pełnomocnika Rządu na Prusach Wschodnich, której zadaniem było organizacja administracji polskiej na wschodnich terenach wyzwolonych. Pierwsi pracownicy administracji polskiej przestraszyli się sytuacji jaką zastali w mieście i po przeprowadzonej rozmowie z władzami radzieckimi opuścili miasto. Dopiero 28 maja 1945 roku przybył oficjalnie do Ządźborka mianowany przez pełnomocnika Rządu Rzeczypospolitej Polskiej, nowy starosta powiatu ządźborskiego Czesław Krzewiński.
Starosta wraz z grupą pracowników rozpoczął urzędowanie w czerwcu 1945 roku. W mieście mieszkało ok. 3500 dawnych mieszkańców. Władzę samorządową sprawował dawny burmistrz Sensburga, Bolz. Wśród ludności miasta szerzył się dur brzuszny. Wkrótce przystąpiono do oczyszczania miasta z ciał ludzkich i zwierzęcych, przeważnie pływających w zbiornikach wodnych.
Linia kolejowa do Rucianego została zdemontowana i wywieziona przez władze radzieckie. Linia do Biskupca i Olsztyna oraz wąskotorówka do Kętrzyna były również nieczynne i w znacznej części zniszczone. W celu umożliwienia sprawnej komunikacji, uruchomiono urząd drogowy, który miał stopniowo przywracać do użytku transport. 12 czerwca 1945 roku założono w Mrągowie służbę Komendy Milicji Obywatelskiej. W tym samym czasie zorganizowany został Państwowy Urząd Repatriacyjny. Urządzono także hotel tranzytowy dla przybywających osadników i repatriantów z Wileńszczyzny.
20 lipca 1945 roku mianowano pierwszego po wojnie burmistrza, którym został Feliks Guis. Początkowo urząd miasta i starostwo mieściło się w ratuszu. W budynku obok urzędował jeszcze niemiecki burmistrz Bolz.
Przy zarządzie miasta Ządźborka utworzono Komitet Narodowościowy, który współpracował z władzami polskimi w akcji niesienia pomocy poszkodowanej wojną ludności.
W listopadzie 1945 roku urząd starostwa przeniesiono do gmachu przy ulicy Królewieckiej. W grudniu 1945 roku miasto opuściły wojska radzieckie. Pod koniec stycznia 1946 roku entuzjastycznie witany przez ludność, przybył na garnizon, 54 Pułk Piechoty Wojska Polskiego. W mieście nocami nadal było słychać strzały i wybuchały pożary.

### Przywracanie miasta do życia
Rozpoczęto porządkować miasto, odbudowano centrum. Lepsze cegły ze spalonych i zniszczonych budynków przeznaczono na odbudowę Warszawy. W 1946 roku powstała w mieście Biblioteka Powiatowa, a następnie miejska. W jednym ze starych i zrujnowanych budynków zorganizowano pierwsze powojenne kino „Raj”. Podjęto także decyzję o budowie Domu Kultury.
W lipcu 1945 roku gazownię miejską i inne zakłady przejęła Grupa Operacyjna Ministerstwa Przemysłu. Zaczął działać także młyn. W celu ułatwienia poruszania się ludności po mieście uruchomiono dorożkę konną, która miała swój postój przy ratuszu. Wielu przybyłych osadników opuszczało miasto i powracało do poprzedniego miejsca zamieszkania. Najczęstszą przyczyną tego był brak produktów żywnościowych. Pomimo tego liczba ludności stale się zwiększała. Ludność niemiecka natomiast licznie wyjeżdżała do Niemiec, a jej miejsce zajmowali Polacy z Kurpiowszczyzny, województw centralnej Polski i repatrianci z Wileńszczyzny.
We wrześniu 1945 roku uruchomiono prowizoryczną elektrownię. Problem był natomiast z uruchomieniem wodociągów i kanalizacji. Powodem trudności były popękane w czasie zimy rury. Poza tym pobliskie jezioro Magistrackie zalewało dolną część ulicy Warszawskiej. W październiku pogorszyła się sytuacja żywnościowa. Wiele do życzenia pozostawiał także stan bezpieczeństwa. Często dochodziło do zabójstw, kradzieży i rabunków. Jesienią 1945 roku pracę w szpitalu powiatowym rozpoczął pierwszy lekarz. W tym samym czasie utworzono też gimnazjum dla polskich dzieci, a dwa lata później mrągowskie szkoły zaczęły już normalną naukę. Już w kwietniu 1948 roku zastanawiano się nad rozwojem turystyki.
W 1947 roku Komisja Zmiany Nazw Miejscowości nadała dla miasta Ządźbork polską nazwę Mrągowo na cześć Krzysztofa Celestyna Mrongowiusza.

### II połowa XX wieku

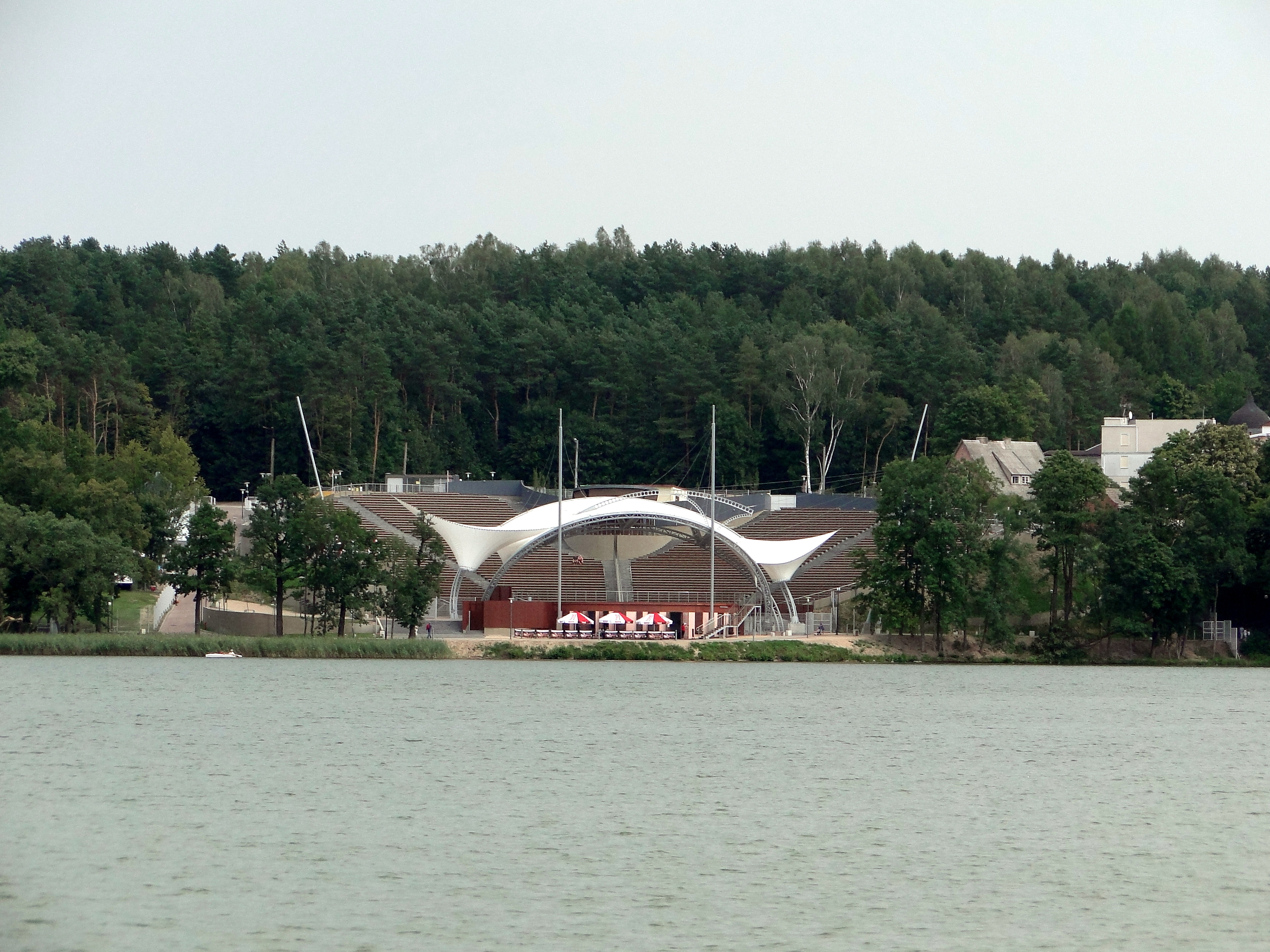
Amfiteatr w Mrągowie

Przywracanie miasta do życia było trudne, lecz postępowało zgodnie z zamierzeniami władz miasta i mieszkańców. W 1952 powstało Powiatowe Archiwum Państwowe. Intensywny rozwój miasta datuje się na lata 60. XX w. W latach 1960–1973 oddano do użytku ok. 1000 nowych mieszkań, kilka budynków użyteczności publicznej, a w tym Dom Kultury, Zasadniczą Szkołę Zawodową, nowy dworzec kolejowy, kilka nowych sklepów, kąpielisko i plażę miejską. Powstała nowa dzielnica przemysłowo-składowa przy ulicy Przemysłowej, a także nowe osiedle mieszkaniowe Parkowe. Zainstalowana została retransmisyjna stacja telewizyjna i urządzenia pozwalające na odbiór II programu Polskiego Radia. W 1963 roku uruchomiono w Mrągowie komunikację miejską, co było ewenementem na skalę krajową z uwagi na wielkość miasta. W 1969 roku otwarto Muzeum Ziemi Mrągowskiej. Zmodernizowane zostało oświetlenie uliczne, a także modernizacji poddano główne ulice miasta. W roku 1972 wybudowano promenadę spacerową wokół jeziora Czos, a także zmelioryzowano tereny jeziora Magistrackiego Dużego, które zanikło, przygotowując dotychczasowe bagna pod zieleń miejską. Z każdym rokiem Mrągowo coraz bardziej stawało się miastem zagospodarowanym, przybywało wiele nowych domów, powstawały nowe miejsca pracy, oddawano do użytku nowe osiedla: Brzozowe, Grunwaldzkie, Mazurskie, Metalowców i inne.

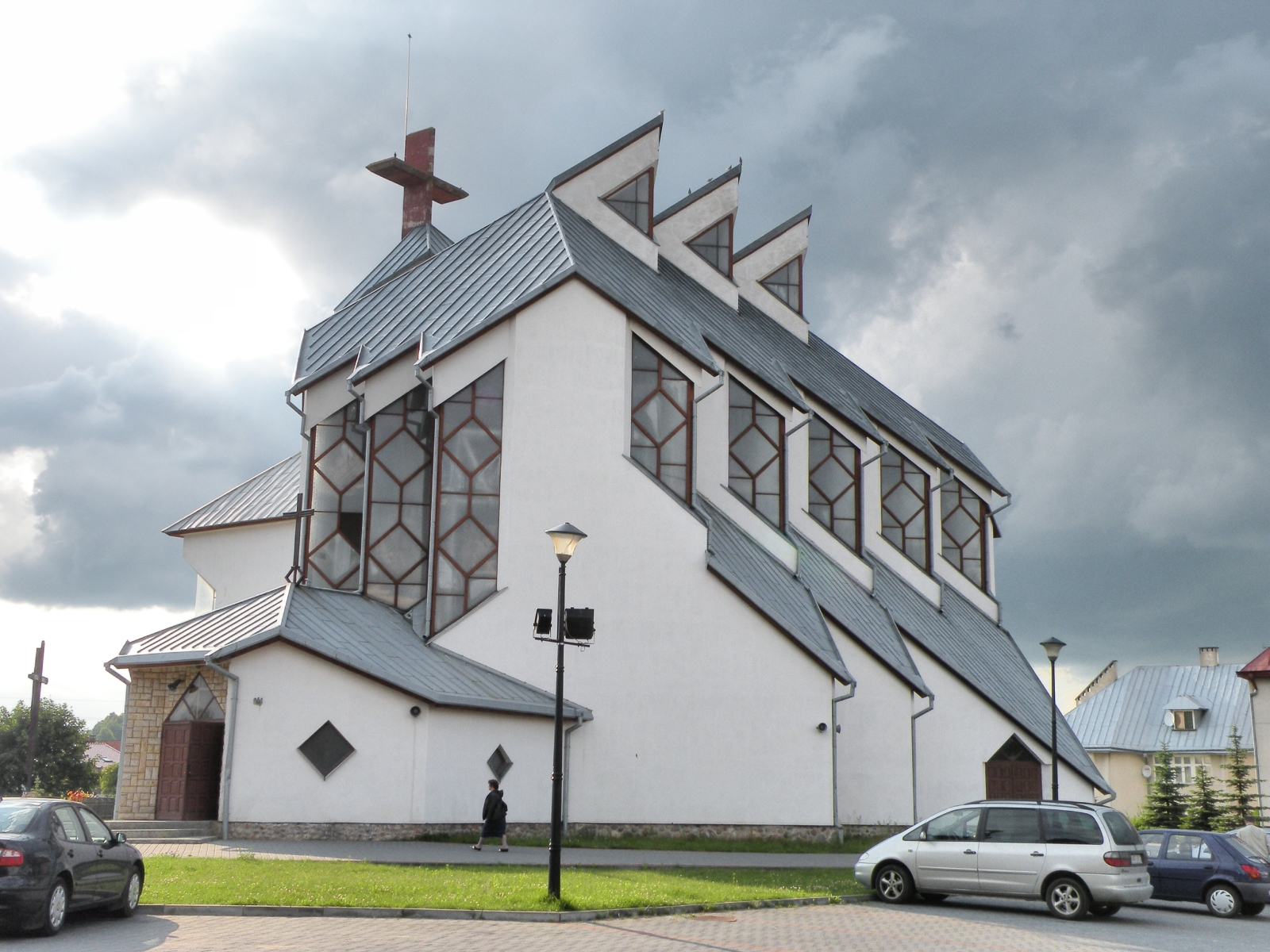
Kościół bł. Honorata Koźmińskiego

W okresie powojennym zbudowano od podstaw tak duże zakłady produkcyjne jak Fabryka Maszyn Budowlanych, która obecnie nie istnieje, Zakład Mleczarski, Zakłady Przemysłu Odzieżowego „Warmia” i inne. Zbudowano fabrykę mebli wiele zakładów do obsługi rolnictwa i inne. W latach 80. XX w. powstało wiele obiektów sportowych i turystycznych. Oddano do użytku amfiteatr i hotel „Mrongovia” (obecnie Hotel Mrągowo Resort & Spa).
Miasto nie posiada zabytków wysokiej klasy, lecz warunki przyczyniły się do rozbudowy obiektów o charakterze turystycznym i wypoczynkowym. Od 1981 roku miasto jest organizatorem Pikniku Country, a od 1995 Festiwalu Muzyki Kresowej.

## Nazwa miasta
Pierwotna nazwa Mrągowa to Sensburg, która przyjęła się podczas lokacji miast. Ludność polska napływająca głównie z Mazowsza, używała zwykle spolszczonej nazwy Ządźbork. Nazwa Sensburg składa się z dwóch części. Pierwsza część to Sens co najprawdopodobniej z niemieckiego oznacza kosę, którą według legendy odcięto łapę niedźwiedziowi, zaś druga część Burg oznacza gród, miasto, zamek.

## Przynależność państwowa

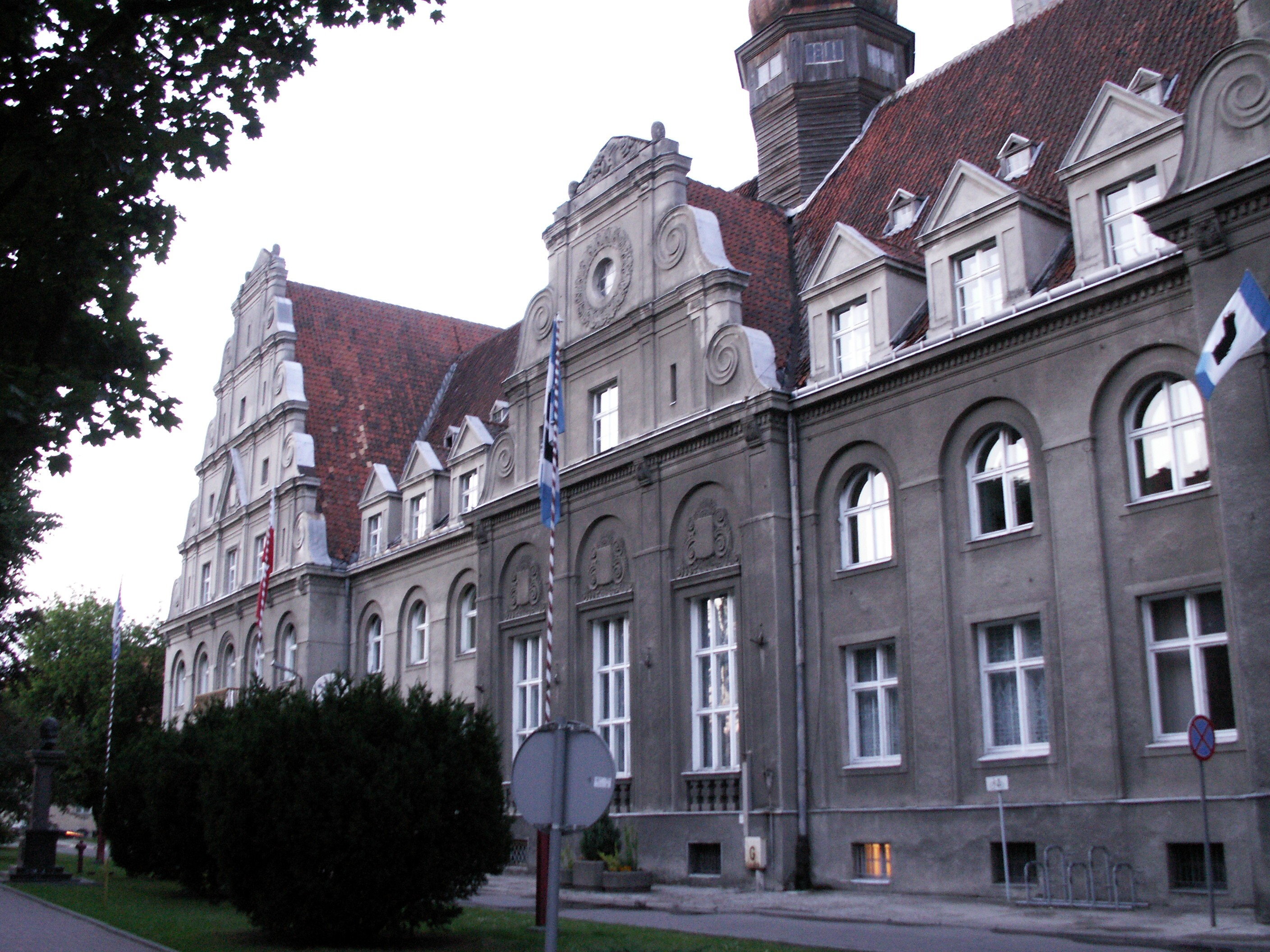
Siedziba władz miejskich i powiatowych

Od uzyskania praw miejskich Mrągowo znajdowało się pod panowaniem następujących państw:
- 1444–1466 –  państwo zakonu krzyżackiego
- 1466–1525 –  Korona Królestwa Polskiego,  Prusy Zakonne (lenno)
- 1525–1657 –  Korona Królestwa Polskiego,  Prusy Książęce (lenno, od 1618 w unii personalnej z Brandenburgią)
- 1657–1701 –  Brandenburgia-Prusy
- 1701–1867 –  Królestwo Prus
- 1867–1871 –  Związek Północnoniemiecki,  Królestwo Prus
- 1871–1919 –  Rzesza Niemiecka, / Królestwo Prus
- 1919–1933 –  Rzesza Niemiecka
- 1933–1938 –  [d] Rzesza Niemiecka
- 1938–1945 –  Rzesza Wielkoniemiecka[e]
- 1945–1952 –  Rzeczpospolita Polska
- 1952–1989 –  Polska Rzeczpospolita Ludowa
- od 1989 –  Rzeczpospolita Polska

## Zmiana liczby ludności
| rok  | Liczba ludności |
| ---- | --------------- |
| 1444 | 100             |
| 1541 | 450             |
| 1816 | 1500            |
| 1837 | 2302            |
| 1852 | 2164            |
| 1861 | 2507            |
| 1865 | 3065            |
| 1867 | 3137            |
| 1888 | 3611            |
| 1898 | 4000            |

| rok  | Liczba ludności |
| ---- | --------------- |
| 1910 | 6129            |
| 1919 | 5461            |
| 1925 | 7421            |
| 1930 | 8500            |
| 1933 | 8757            |
| 1936 | 8929            |
| 1939 | 9877            |
| 1945 | 3369            |
| 1948 | 6300            |
| 1974 | 13 700          |

| rok  | Liczba ludności |
| ---- | --------------- |
| 1977 | 15 600          |
| 1982 | 18 000          |
| 1999 | 22 020          |
| 2000 | 22 084          |
| 2001 | 22 109          |
| 2002 | 22 037          |
| 2003 | 22 016          |
| 2004 | 21 884          |
| 2005 | 21 809          |
| 2006 | 21 715          |

| rok  | Liczba ludności |
| ---- | --------------- |
| 2008 | 21 734          |
| 2009 | 21 732          |